# Elner Åkesson
Karl Elner Åkesson, född 28 januari 1890 i Stockholm, död 7 april 1962 i S:t Görans församling i Stockholm, var en svensk filmfotograf.
Åkesson anställdes inom filmbranschen 1920 och var under en stor del av sin aktiva period knuten till SF i Råsunda.

## Filmfoto i urval
- 1921 – Carpentier
- 1921 – Cirkus Bimbini
- 1923 – Gamla gatans karneval
- 1924 – Se Sverige!
- 1931 – De utstötta
- 1931 – Falska miljonären
- 1931 – Skepp ohoj!
- 1932 – Landskamp
- 1934 – Atlantäventyret
- 1934 – Fasters millioner
- 1935 – Ebberöds bank
- 1935 – Flickornas Alfred
- 1935 – Vandring i våren
- 1936 – 65, 66 och jag
- 1937 – O, en så'n natt!
- 1939 – Panik
- 1939 – Åh, en så'n grabb
- 1940 – Snurriga familjen
- 1941 – Bara en kvinna
- 1941 – En man för mycket
- 1942 – Halta Lottas krog
- 1943 – Tåg 56
- 1944 – Sabotage
- 1945 – Pettersson & Bendels nya affärer
- 1945 – Änkeman Jarl
- 1946 – 100 dragspel och en flicka
- 1946 – Stiliga Augusta
- 1946 – När ängarna blommar
- 1947 – Den långa vägen
- 1948 – De kämpade sig till frihet
- 1948 – Lappblod
- 1948 – Textilarna
- 1950 – Mamma gör revolution
- 1953 – Malin går hem